# CRぱちんこ黒ひげ危機一発2
『CRぱちんこ黒ひげ危機一発2』（CRぱちんこくろひげききいっぱつ2）は、京楽産業.より2007年に発売されたデジパチタイプのパチンコ機。保通協における型式名は、「CRぱちんこ黒ひげ危機一発2S80TF1」。タカラトミーの玩具、黒ひげ危機一発とのタイアップ機である。

## 概要
2003年に発売された「CR黒ひげ危機一発」の後継機だが、スペックは初代とは違って、2007年に発売された『CRぱちんこ歌舞伎剣』とほぼ同じで、本機は甘デジバトルスペック第2弾と位置づけられている。また、チャンスボタン等を使用したプレイヤー参加型の演出も多数盛り込まれ、この機種から小当たり機能が搭載された。CMには松崎しげるを起用。

## スペック
- 賞球数：3&4&10
- 大当たり確率：1/99.25→1/13.23
- 確変突入率[1]：80%
- 大当り振分
  - 15R確変：1%
  - 7R確変：59%
  - 2R確変：20%
  - 2R通常：20%

2R大当りは出玉なし。
- 時短突入条件
  - 全ての大当たり終了後10回転
  - 時短中に当選した2R通常大当たり終了後は100回転
- 平均出玉　15R：約1050個、7R：約470個

## 予告アクション
ステップアップ予告
1. チビひげ登場
2. 黒ひげ登場
3. なぎさっちが黒ひげを吹っ飛ばす（リーチ確定）
4. なぎさっちが地図を画面に貼り付ける（スーパーリーチ確定）

ステップ1で登場するチビひげの服が赤なら期待度アップ、ゼブラ柄なら激アツ、チビしげるなら大当たり確定。またステップ2の黒ひげ、ステップ3のなぎさっちの頭に巻いているバンダナがゼブラ柄なら大当たり確定。更にステップ4の地図に京楽マークがあれば大当たり確定。
妄想予告
上記のステップ2で黒ひげが妄想することがあり、その妄想の内容で期待度が変化。大当たり確定妄想もあり。
小キャラ予告
デジタル回転中に小キャラが出現。状況によって激アツになる場合がある。小キャラがBIGサイズで出現、隕石群が出れば大当たり確定。
打ち上げテロップ予告
画面にチャンスボタンが現れ、チャンスボタンを押すと画面したの小タルギミックからチビひげがテロップと共に飛び出す。テロップの色で期待度が変化（緑<青<黄<赤）。またテロップの内容、飛び出したテロップの数でも期待度が変化する。大当たり確定テロップもあり。
エメラルバード予告
エメラルバードが画面左から登場し、チャンスボタンを押すとチビひげが通訳してくれる。セリフの内容で期待度が変化。通訳がなぎさっちなら期待度アップ、またセリフが赤で期待度アップとなる。大当り確定セリフもあり。
すべり予告
船員がタルを蹴飛ばす場合と、船が傾いて図柄がすべる場合がある。前者は通常はチビひげか黒ひげがタルを蹴飛ばすが、なぎさっちの場合は期待度アップ。後者は通常は船が右に傾くが、左に傾けば大当たり確定。
カットイン予告
デジタル回転中に突如なぎさっちが全画面にカットインし、投げキッスをすれば激アツ。なぎさっちではなく川村ゆきえなら大当たり確定。
望遠鏡予告
チビひげが望遠鏡で何かを発見する。見えた内容で期待度が変化。大当り確定パターンもあり。
消灯予告
図柄が3つ消灯すると、ウォンテッドモード（確変or時短）or黒ひげチャンスに発展。1つ、2つしか消えないガセもあり。
連続大タル予告
本機でメインの予告となる擬似連続予告。突然ガキーンという音と共に、画面外側の大タルギミックが激しく振動する。
連続して続けば続くほど期待度がアップ。3回振動してリーチになれば期待度大幅アップで、4回振動すれば3連チビバルカンリーチへと発展し15R大当たり確定となる。
ドッカ〜ン予告
リーチ後、大タルギミックの貯め演出後に、「ドッカ〜ン！！」というセリフと共に小タルギミックから無数のチビひげが飛び出せば激アツ。大半は連続大タル予告と絡むが、連続大タル予告が発生せずにこの演出が発生すれば、連続大タル予告後の本予告の場合より更に期待度アップ。
リーチ発展予告
リーチテロップと甲板チビひげ数の2種類あり、前者はリーチになると「リーチ」テロップが出るが、「黒ひげ危機一発」テロップで大当り確定。後者は甲板背景になり、チビひげの数で期待度が変わる。3人より6人の方が期待度がアップ。チビひげの中にチビしげるが紛れ込んでいれば大当たり確定。
P-フラッシュ予告
大当たり確定予告。

## リーチアクション
ノーマルリーチ
ここで当たる事は殆どなく、発展に期待。見張り台に場面転換すればSPリーチ。望遠鏡を覗いて、景色が見えた時の方向でリーチが決まる。更にキャラの組み合わせで信頼度が変わり、チビしげるがいれば大当たり確定。
黒ひげ救出リーチ
ノーマルリーチハズレ後、黒ひげが甲板に落下。甲板に穴が開きチビひげが出現すれば、図柄と共に黒ひげをリールで引き上げる。引き上げる事が出来れば大当たり。シングル、ダブル、トリプルの3種類あり、シングルは期待薄、ダブルは熱く、トリプルは激アツ。トリプルはウォンテッドモード突入の可能性あり。
ダイナマイトチャンス
発展方法は黒ひげ救出リーチと似ているが、黒ひげが落ちた後にチビボーンがダイナマイトを投げ入れて発展。タイトル表示の後、チャンスボタンを押して制限時間内に図柄を揃える事が出来れば大当り。ウォンテッドモード突入の可能性あり。タイトル表示の際、黒ひげでなく川村ゆきえが出現で大当たり確定。
フィッシングリーチ・サルベージリーチ・お宝潜水リーチ
望遠鏡が右下を向いたらフィッシングリーチに発展。図柄を吊り上げる。黒ひげの頭上のマーク、水面を飛び跳ねた魚の種類に注目。京楽マーク、鯛焼きで大当たり確定。ハズレ後にイルカが出ればサルベージリーチ、黒ひげが海底の宝物を引き揚げる事が出来れば大当たり。背後の魚群の数にも注目。赤魚群で大当り濃厚。チャンスボタン表示が出て、押してドクロマークが出ればお宝潜水リーチ、海底の2つの穴の内1つを十字キーで選択、宝物を発見できれば大当り。すれ違うキャラにも注目。赤魚群で大当たり濃厚。
岩転がりリーチ・ジャンピングリーチ・トロッコリーチ
望遠鏡が右を向いたら岩転がりリーチに発展。転がる岩を止める。落石注意の看板の色、黒ひげの落とし物に注目。両者京楽マークで大当たり確定。ハズレ後にハリモグラが出ればジャンピングリーチ、岩場を飛び石状に飛び、宝物に到着出来れば大当たり。岩場のチューリップの数に注目。ハイビスカスで大当り濃厚。また黒ひげの顔に歌舞伎剣のチラシが張り付けば大当り濃厚。チャンスボタン表示が出て、押してドクロマークが出ればトロッコリーチ、黒ひげがトロッコに乗り、チャンスボタン操作でジャンプし、文字状に並んだ宝石を取る。取った数によって信頼度が変わり、100個取れれば大当り濃厚。扉を突き破れば大当り。トロッコに乗った際の松明の色にも注目。レインボーなら大当たり濃厚。また宝石文字の種類、コースそのものが通常と違っていると、大当たり濃厚。
大砲リーチ・船長対決リーチ・100烈斬りリーチ
望遠鏡が左を向いたら大砲リーチに発展。キャプテンボーンの船を砲撃出来れば大当たり。飛んで来る鳥の数、被弾して画面を横切るキャラに注目。鳥が玉ちゃんを持っている、チビしげるが横切れば大当たり確定。ハズレ後にタルにはまった黒ひげがフェードアウトしなければ船長対決リーチ、チビひげがタルに剣を刺して黒ひげを発射、キャプテンボーンを倒せば大当り。タルを運ぶネズミの数に注目。ゼブラ泥棒が出れば大当り濃厚。チャンスボタン表示が出て、押してドクロマークが出れば100烈斬りリーチ、キャプテンボーンの船に突入し、ボタン連打でチビボーンを倒す。倒した数で信頼度が変わり、タイトル通り100人倒せば大当たり濃厚。キャプテンボーンとの一騎討ちに勝てば大当り。戦う前の黒ひげのオーラの色にも注目。レインボーなら大当たり濃厚。
お宝潜水リーチ・トロッコリーチ・100烈斬りリーチの発展の際、ドクロマークではなく川村ゆきえが出現で大当たり確定。
黒ひげ危機一発リーチ
望遠鏡が正面を向いたら発展。酒場でキャプテンボーンとの黒ひげゲーム対決に挑む。黒ひげが先攻で、1順目で2人ともはずし、2順目で4つの穴の中からチャンスボタンで1つを選択、黒ひげが飛び出せば大当たり。稀に1順目で黒ひげが勝つ事もある。チャンスアップ要素は無く、信頼度が高い。
黒ひげチャンス
京楽名物のルーレット選択リーチ。全消灯から発展し、お宝潜水リーチ・トロッコリーチ・100烈斬りリーチの中からボタンでストップし、リーチを決定させる。100烈斬りリーチが黒ひげ危機一発リーチに変わっていたら激アツ。黒ひげ危機一発を選択出来れば大当たり確定。
3連チビバルカンリーチ
擬似連4回から発展し、更には15R大当たり確定。地球に迫ってくる隕石をチビひげ達が破壊し、地球を護る。
再始動アクション
ハズレ後に松崎しげるの顔が出現で逆転大当たり。

## 大当りラウンド
最初の大当りは黒ひげのストーリーが流され、一定の連チャン数に達するとストーリーの続きが見られる。5連チャンする毎に、最初の大当り画面のキャラが増えて行く。15R大当たりで川村ゆきえが登場。
ラウンド中の曲は、初当り~10連は松崎しげるの「黒ひげポン」であるが、11連~20連は「呪文はI LOVE YOU」、21連以降or15R大当りは「ハルカカナタ」に変更される。
また、後述するそれぞれの島のボスを倒すと、QRコードが出て来る。

## モード演出

### 通常モード
甲板・港町・大陸背景があり、数十回転毎に順不同で背景がチェンジする。

### エルドラドモード
デジタル回転直後に発展する可能性がある特殊モード。数十回転すると元のモードに戻る。ステップアップもこのモード専用の物になる。
1. 光が射し込む
2. エルドラドリ出現
3. エルドラドリが卵をキャッチ。チャンスボタンを押してキャラ出現

卵の色が赤なら期待度アップ、ゼブラ柄なら大当り確定。出て来たキャラがチビしげるなら大当り確定、リーチ先を表すキャラと発展したリーチが矛盾すると大当たり濃厚。またモード突入1回転目でリーチがかかると激アツ。

### 危機一髪バトルモード
7R・15R大当り後に突入するバトルモード。このモードでは、それぞれの島の子分2人とボスとの対決で黒ひげが勝利すれば大当たり（黒ひげボーナス）となり、確変継続となる。
予告アクション
バトル中はステップアップで、最終的に味方の応援か敵の応援が登場する事で勝利の期待度が変化する。
1. 歓声が起こる
2. 黒ひげが左右を見る
3. 向かって右を向くとガセキャラ（ネズミ、猫、ハリモグラ）orチビボーン、左を向くとチビひげ、なぎさっち。

黒ひげ側の応援なら勝利の期待度アップ（チビひげ3人→なぎさっち＋チビひげ5人の順で期待度アップ。チビしげるが紛れ込んでいれば大当たり確定）。
逆に敵の応援が登場すればバトル敗北のピンチになる（チビボーン6人→3人→1人での順で期待度アップ。たぬ吉&玉ちゃん、エメラルバード出現で大当たり確定）。
ガセキャラは基本的にハズレであるが、リーチに発展すると大当たり濃厚。
また、バトル中のリーチ図柄が紫より赤だと期待度アップ。特に『7』図柄でリーチがかかれば、2R・7R・15Rいずれかの確変大当り確定で、通常時に転落することはない。

#### バトルモード限定リーチアクション
敵キャラが勝負するタルを選択。選択直後のチビひげのセリフにも注目（大当たり確定セリフあり）。タルと一緒に川村ゆきえが出現すれば大当たり確定。
選択タル
4つの穴から、チャンスボタンを使用して剣を刺す穴を選択し、黒ひげが飛び出せば勝利。剣を刺すチャンスは2回。刺す剣の色（緑<青<黄<赤）によって信頼度が変わる。2本目の剣の色が、1本目の剣の色より格下であれば大当たり確定（例:1本目が黄で、2本目が青）。2本目を刺す黒ひげのセリフで信頼度が異なる。レインボー剣なら15R大当たり濃厚。
連打タル
チャンスボタンを連打してタルの穴に剣を刺していき、穴に剣が全て刺されば勝利。剣が規則的に刺されば信頼度アップ。穴に剣が全て刺さる前に勝利することもある。
一撃タル
バトルゲームの中で最も高信頼度のリーチ。チャンスボタンを1回だけ押し、黒ひげが飛び出せば勝利。
3つのタル共通でP-フラッシュが起これば大当たり確定。
バトルに負けると敵キャラが爆弾を投げつけ、黒ひげがキャッチし爆発。耐えるとバトル継続、倒れるとバトル終了。
黒ひげがバットで爆弾を打ち返す、耐える時に「激黒」の文字、耐えた後反撃する、倒れた後にエメラルバード出現、黒ひげの足が恐竜の足、チビひげorなぎさっち救済（P-フラッシュと絡む事もある）など、逆転大当り演出が多数ある。

### ウォンテッドモード
2R大当り後（危機一髪バトルモード敗北、消灯予告、黒ひげ救出トリプルハズレ後、ダイナマイトチャンスハズレ後で発展）に突入する。
突入時は、2R確変か2R通常かを判断できない（7セグによる判断は可能）。11回転したところで一度マストの帆が降り、2R確変の場合は「超ウォンテッドモード」に移行（歌舞伎剣の幕出現で「超〜」移行確定）、2R通常の場合は通常時に戻る。
演出はステップアップで、黒ひげ一行が敵を探してバトルをするモードである。
1. 黒ひげが敵を探す
2. 敵の存在を察知する（頭の上にマークが出現。「？（青・ガセが多い）」<「!?（黄・ガセの場合あり）」<「!!（赤・リーチ確定）」があり、京楽マークで大当たり確定）
3. 黒ひげが望遠鏡を覗き、敵を発見でバトル（何らかの当たりが決定）、いなければハズレ

背景を横切るキャラの数にも注目。敵を発見の際に、歌舞伎剣の剣、あっぱれ応援団の団長がいれば大当たり確定。
ウォンテッドモードおまけ
2R通常のウォンテッドモードで再び2R通常当たりの場合に、救済措置として11回転後に一度マストの帆が降り、「ウォンテッドモードおまけ」に突入する。このモードでは、抽選確率は通常時と同じであるが時短が100回付く。

## 裏ボタン
1. デジタル停止中にボタンを押すと、色々な黒ひげの声が聞こえる。
2. バトル敗北後の復活カットインが入る直前にボタンを押すと、川村ゆきえが出現する可能性がある（復活大当たり確定時のみ成功。また本来出現するキャラがチビひげorなぎさっちによって、出て来る川村の写真が少し違う）。
3. ウォンテッドモード中に黒ひげが望遠鏡を覗いた時、十字キーで上・下・下・上・下・下・左・上・右・下・チャンスボタンを押すと、画面いっぱいに京楽マークが出現する場合あり（大当たり確定時のみ成功）。
4. デジタル停止中に、3のコマンドを入力し、黒ひげの「オレはタル王になる」のセリフが出れば、次回出玉ありの大当たりの時にP-フラッシュが必ず出る「P-フラッシュモード」になる（コマンド入力後、タイトル画面を出してしまうと通常モードに戻る）。

## 備考
- 黒ひげの声は声優の田中真弓。
- 盤面の役物は、当初はタルの他に「大砲」や「望遠鏡」があったが、黒ひげといえばタルに尽きるという事で、役物をタルで統一した。
- ウォンテッドモードは最初、パチスロ「押忍!番長」の様な特訓モードを考えていた。しかし10回転という事もあり、敵発見で即バトルの方が分かり易いだろうという事で今の形になった。